# Los Yonic's
Los Yonic's son un grupo musical mexicano del género grupero formado en la década de los años 1970 en San Luis San Pedro, Guerrero, México. Considerado uno de los grupos más populares de México, Estados Unidos, Centro y Sudamérica, 

## Carrera
Los Yonic's son originarios de San Luis San Pedro, Guerrero. Su principio fue en el centro social "Diana" de San Luis San Pedro, Guerrero, propiedad de la señora Raquel Catalán, quien en ese entonces les compró los primeros aparatos para que sus hijos Joaquín, Johnny y Bruno Ayvar, fundadores de Los Yonic's, empezaran a tocar música pop tropical y baladas. Después se trasladaron a Acapulco, donde el grupo comenzó su carrera de manera profesional. Su música se hizo muy popular entre la población hispanohablante e hispana de los Estados Unidos en ciudades como Los Ángeles, Oakland, Sacramento, San Diego, San Francisco, San José, California; Las Vegas, Nevada; Phoenix, Tucson, Arizona; Alburquerque, Nuevo México; Dallas, El Paso, Houston, Texas; Chicago, Illinois; Miami, Florida y Nueva York. Tenían una serie de álbumes número 1 en las cartas regionales Billboard de México en la década de los años 1980, y han continuado para disfrutar de éxitos que han trascendido en el mercado estadounidense. Han publicado un disco casi cada año desde entonces y formaron su sociedad entre los cuatro integrantes principales y fundadores: Johnny, Joaquín, Bruno Ayvar Catalán, y el popular José Manuel Zamacona. 
El grupo incluye al líder Johnny Ayvar (líder, baterista y director), José Manuel Zamacona (voz, guitarra), Joaquín Ayvar (percusiones, segunda voz), Martín Serrano (segundo piano), Bruno Ayvar (bajo), Óscar Pérez (teclados), Eduardo Rincón (saxofón y flauta), y Vicente Martínez (saxofón y flauta). La mezcla de Los Yonic's de música tropical con baladas suaves les ha hecho merecedores de varios éxitos a lo largo de su carrera, incluyendo "Soy Yo", "Palabras Tristes" y "Rosas Blancas". En 1992, tuvieron un repunte al interpretar el tema "Pero Te Vas a Arrepentir", con Marco Antonio Solís, del también grupo y rival en popularidad Los Bukis. En la actualidad, también tocan algunos temas del duranguense ya sin la presencia de sus fundadores Johnny Ayvar y José Manuel Zamacona

## Miembros
1975 - 1976
- José Manuel Zamacona (†)- Voz, guitarra
- Bruno Ayvar - Bajo
- Luis Monroy - Teclados
- Joaquín Ayvar - Percusiones, pandero
- Carlos Cadena - Saxofón
- Víctor Nogueda - Saxofón

1977 - 1979
- Johnny Ayvar - Fundador, director y baterista
- Óscar Pérez - Teclados
- José Manuel Zamacona - Voz, guitarra
- Bruno Ayvar - Bajista
- Luis Monroy - Piano
- Joaquín Ayvar - Percusiones, pandero
- Carlos Cadena - Saxofón
- Víctor Nogueda - Saxofón, flauta

1980 - 1984
- Johnny Ayvar - Fundador, director y baterista
- Óscar Pérez - Teclados
- José Manuel Zamacona - Voz, guitarra
- Bruno Ayvar - Bajo
- Guillermo Rocha - Guitarra
- Joaquín Ayvar - Percusiones, pandero
- Martín Serrano - Piano
- Francisco Hernández (†) - Saxofón, flauta
- Eduardo Rincón - Saxofón, flauta
- Vicente Martínez - Saxofón, flauta

1986 - 1992
- Johnny Ayvar - Fundador, director y baterista
- Óscar Pérez - Teclados
- José Manuel Zamacona - Voz, guitarra
- Martín Serrano - Bajo
- Santy Moreno - Guitarra
- Rodolfo Luviano - Piano
- Francisco Hernández (†) - Saxofón, flauta
- Eduardo Rincón - Saxofón, flauta

1993 - 1994
- Johnny Ayvar - Fundador, director (sale temporalmente)
- Alberto Segura Ayvar - Baterista
- Óscar Pérez - Teclados
- José Manuel Zamacona - Voz, guitarra
- Rodolfo Luviano - Piano
- Santy Moreno - Guitarra
- Martín Serrano - Bajo
- Diego Sánchez - Saxofón, flauta
- Eduardo Rincón - Saxofón, flauta

1995 - 1996
- Johnny Ayvar - Fundador, director, timbales y pandero
- Alberto Segura Ayvar - Baterista
- Óscar Pérez - Teclados
- José Manuel Zamacona - Voz, guitarra
- Bruno Ayvar - Bajo
- Santy Moreno - Guitarra
- Martín Serrano - Piano
- Diego Sánchez - Saxofón, flauta
- Eduardo Rincón - Saxofón, flauta

1997 - 2000
- Johnny Ayvar - Fundador, director, saxofón y flauta
- Alberto Segura Ayvar - Baterista
- Óscar Pérez - Teclados
- José Manuel Zamacona - Voz, guitarra
- Bruno Ayvar - Bajo
- Santy Moreno - Guitarra
- Martín Serrano - Piano
- Diego Sánchez - Saxofón, flauta

2001 - 2021
- José Manuel Zamacona - Voz
- José Manuel Zamacona Jr. - Segunda voz, guitarra y dirección musical
- Óscar Pérez - Teclados
- Bryan Serrano - Pianos
- Félix Cortez - Batería
- Alex Navarro - Percusión
- Esau Aguilar - Saxofón
- Tulio Tlaxcaltecatl - Trombón
- Jorge "Sapo" Suárez - Trompeta
- Tina Mylene Ballesteros - voz femenina
- Alina Cardoso - voz femenina (temporal)
- César Osorio - Bajo
- Hugo Galeana - Guitarra

## Discografía

### Que lo sepa el mundo(1975)
Primer disco para Polydor
1. Caminos Diferentes
2. El Carretón
3. El Cerrajero
4. El Tiburón Coscolino
5. Jugueteando con María
6. Lindo Sueño
7. Mi Castigo
8. Que lo Sepa el Mundo
9. Tendrás un Altar
10. Tu Amor No Me Interesa

### Soy yo(1976)
1. Soy Yo
2. A Tu Recuerdo
3. Perla
4. El Bobo de la Yuca
5. Y Así Quedé
6. El Tamarindo
7. Así Te Quiero
8. Dime Dicen Diles
9. El Botoncito

### Tres tristes tigres(1977)
Polygram Discos
1. Tres Tristes Tigres
2. Ya No Llores Corazón
3. Blanca Estela
4. Triste Despedida
5. La Vida del Campesino
6. Volveré Porque Te Quiero
7. Bongo y Tequila
8. Oh Humanidad
9. La Picosita
10. Virgen

### El fantasma(1979)
1. Pobres Niños
2. Agüita de Cu
3. Cada Cosa
4. Paloma sin Nido
5. Te Vas a Casar
6. El Fantasma
7. El Carrizal
8. Puerto de Ilusión
9. No Te Confundas
10. Amor Fracasado

### Sólo baladas(1980)
Esta producción es una de las más vendidas en la historia musical de México. "Solo Baladas" contiene el tema que se convertirá en el himno de Los Yonic's: "Palabras Tristes".
De este material se posicionan como éxitos: "Con El Alma En La Mano" y "Muchacha Mágica".
1. Muchacha Mágica
2. Me Gustas Como Eres
3. Tu, Yo y Nuestro Amor
4. Amor Extraño
5. Quiero Despertar
6. Palabras Tristes
7. Con el Alma en la Mano
8. Me Falta Tu Presencia
9. Desde Hoy
10. Que Sea lo que Será

https://web.archive.org/web/20140529103755/http://losyonics.mx/biografia.php

### Le falta un clavo a mi cruz(1981)
Último disco para Polygram Discos S.A. DE C.V.
1. Le Falta Un Clavo a Mi Cruz
2. Cosas
3. El Pechugón
4. China de los Ojos Negros
5. Regresa
6. El Atarantado
7. La Negra Interesada
8. La Venus de Oro
9. El Último Rodeo

### En su punto(1982)
Primer disco para Discos y Cintas Melody S.A.
1. Rosas Blancas
2. Dónde
3. Ámame y Después Tú Sabrás
4. Nuestra Entrega
5. Te Quiero Cada Día Más
6. Chaqui (New Kid In Town)
7. Un Día Más
8. Marisela
9. Esperando Tu Regreso
10. Ya Se Fue

### Con amor(1983)
1. Y Te Amo
2. Somos Ajenos
3. Dime con Quién
4. ¿Dónde Estás?
5. Te Di
6. En la Estación
7. Pero No Me Engañes
8. Entrégate
9. Mi Canción (Te Dedico Esta Canción)
10. Ni Tu Amigo Ni Tu Amante

### Pero no me dejes(1984)
1. Títere
2. Si Tú Quisieras
3. La Pochita
4. Simple Aventura
5. Te Vas a Casar
6. Aléjate
7. Cariño Compartido
8. He Nacido Para Ti
9. Herido de Muerte
10. Pero No Me Dejes

### Déjame vivír(1985)
1. Déjame Vivír
2. Amiga Casualidad
3. Nadie Sabe lo que Tiene
4. Dime Amorcito Por Qué
5. Sabes Que Te Quiero
6. Porque Te Quiero
7. Díganle
8. Un Dolor
9. La Codorníz
10. Castillos

### Corazón vacío(1986)
1. Adilene
2. Corazón Vacío
3. Mejor Me Regreso
4. Dile que Cante
5. Aunque No lo Creas
6. Lástima de Amor
7. Que Más Da
8. El Botoncito
9. Ahora Sé
10. Necio Corazón

En 1997 este álbum fue relanzado al mercado bajo el nombre "Aunque No lo Creas" para la colección Econolinea, eliminando el tema "El Botoncito", y en su lugar aparece el tema "En Esta Navidad".

### Pétalo y espinas(1987)
1. Obligado Por Amor
2. Si No Me Querías
3. Tu Príncipe Azul
4. Abrázame
5. Pétalo y Espinas
6. Quinceañera
7. Veneno Pa' Mi Dolor
8. Te Vino Grande la Corona
9. La Güera Salió Güero
10. Frágil Como el Cristal

### Siempre te amaré(1988)
1. Tu Presa Fácil
2. No Me Dejes Solo
3. Falsas Promesas
4. Lo Bonito del Amor
5. Siempre Te Amaré
6. Olvídame
7. Inolvidable Amor
8. El Conquistador
9. Perdón Por Tus Lágrimas
10. Me Haces Falta

### A tu recuerdo(1989)
1. Acábame de Matar
2. Dónde Quedó el Amor
3. Vuelve
4. No le Digas
5. A Tu Recuerdo
6. Triste Desengaño
7. Inesperado Adiós
8. Frente a Frente
9. Se Hubiera Ido Sola
10. Muchacha Bonita

### 15 aniversario(1990)
Álbum especial que incluye temas remasterizados y regrabados con cuerda real y orquesta.
1. Que lo Sepa el Mundo
2. Volveré Porque Te Quiero
3. Soy Yo
4. Así Te Quiero
5. Me Gustas Como Eres
6. Palabras Tristes
7. Con el Alma en la Mano
8. Rosas Blancas
9. Un Dolor
10. Y Te Amo
11. Nadie Sabe lo que Tiene
12. Títere
13. Corazón Vacío
14. Pétalo y Espinas
15. Tu Presa Fácil
16. Frente a Frente

### ¿Por Qué Volví Contigo?(1991)
1. ¿Por Qué Volví Contigo?
2. Ella No es Culpable
3. Juan el Cartero
4. ¿Qué Hago Yo?
5. Luz de un Solo Instante
6. Perdón Mi Dios
7. Recordando Mi Canción
8. Las Baileras
9. Triste Nostalgia
10. Mírate al Espejo

### Volveré a conquistarte(1992)
1. Pero Te Vas a Arrepentír (a dúo con Marco Antonio Solís)
2. Lágrimas Frente Al Mar
3. Corazón Prohibido
4. De Puntitas
5. Volveré A Conquistarte
6. Abranme Que Vengo Herido
7. Te Llamo Para Despedirme
8. Veneno
9. Si Pudiera Cambiar de Corazón
10. Viejos Recuerdos

### Siempre te recordaré(1994)
1. Dime
2. Aunque Sé Perder
3. Esclavo de Tu Amor
4. Siempre Te Recordaré
5. Contigo
6. Es Mejor Para los Dos (a dúo con Ana Bárbara)
7. Mentiras
8. El Albañil
9. A Quién le Puedo Contar
10. Cuando los Hombres Lloran

### Enamorados(1994)
1. No Más Boleros
2. Hoy Despierta Un Corazón
3. Eres
4. Quisiera Amarte Menos (a dúo con la cantante y actriz de doblaje, Analy)
5. Sin Ti
6. Enamorado
7. Arrepentido Estoy
8. Eres Todo Para Mí
9. Por Primera Vez Soy Fiel
10. Te Vas Amor
11. Llora Conmigo

### Mal herido(1995)
1. Perdóname
2. ¿Cómo Dejar de Amarte?
3. Me Dejó Plantado
4. Entre Lilas y Rosas
5. Mal Herido
6. ¿Cómo Decirle?
7. A Punto de Llorar
8. Más Vale Solo
9. Fruto del Árbol Prohibido
10. Tu Juguete

### Quien Lo Diria(2009)
1. Quien Lo Diria
2. Una Lágrima
3. Eres Mía
4. Mi Niña Mimada
5. En Pausa
6. Un Mundo de Risas Y Sueños
7. Tu Cobardía
8. Has Vuelto Abrir La Herida
9. Siénteme
10. Tu No Tienes La Culpa
11. Que Nos Paso
12. Solo

Para la versión de Estados Unidos, se cambió el tema "Siénteme" por el tema "De Padre A Hijo" interpretado por José Manuel Zamacona (padre e hijo).

### No Me Cortes Las Alas(1997)
1. No Me Cortes Las Alas
2. Lo Que No Es Mio
3. Rondando Tu Esquina
4. Mujeres
5. Una Propuesta de Amor
6. Porqué No Estás Conmigo
7. Locamente Enamorado
8. Silvia
9. Mi Mayor Deseo
10. Amigos No

### Nuestras consentidas y Tú... Con Mariachi(1998)
1. Adiós Adiós, Amor
2. Candilejas
3. El Corazón Me Está Doliendo
4. Lo Que Te Queda
5. Será Mejor que te Vayas
6. Corazón Mágico
7. Ella ya Me Olidó
8. Para Que No Me Olvides
9. Espumas
10. Brindo por tu cumpleaños

### Me Acordé de Ti(2000)
Primera producción sin Johnny Ayvar, y con José Manuel Zamacona al frente del grupo.
1. ¿Y Cómo Fue?
2. La Ingratitud
3. El Corazón Me Está Doliendo
4. No Me Mientas
5. Cama Tibia
6. Los Cuernos (a dúo con José Guadalupe Esparza del grupo Bronco)
7. Me Acordé de Ti
8. Señor del Universo
9. El Último en Saberlo
10. Me Estoy Volviendo Loco

### Viajero del Amor(2001)
1. Como las Violetas (Como le Viole)
2. La Distancia es Como el Viento
3. Me Enamoro de Ti (M' Innamorodi Te)
4. El Mundo (Il Mondo)
5. Será Porque Te Amo (Sara Perche Ti Amo)
6. De Rodillas (In Gionocchio Date)
7. Mamma Maria
8. Cómo Has Hecho (Como Hai Fatto)
9. Cuerpo Sin Alma (Bella Senz'anima)
10. Que Me Importa del Mundo (Che M' Importa del Mondo)

### Sueños(2003)
1. La Que Me Hizo Llorar
2. En Un Hilo
3. Nadie Como Tú
4. Sueños
5. Ni La Busco, Ni Vuelvo
6. Amor Perdoname
7. El Que Busca Encuentra
8. Entre Pobres
9. No Pude Decirle Que No
10. Es Mi Amor Secreto

### Inmune A Nada(2013)
1. Y Cuando Estés Con Él
2. En Pausa
3. Me Partiste el Alma
4. Regalo de Amor
5. Doy Todo Por Tenerte
6. Sí Como No
7. Para Olvidar Que Me Olvidas
8. Pero Nunca Se Lo Digas
9. Inmune A Nada
10. Y Así Quedé (canta José Manuel Zamacona Jr.)
11. Y Cuando Estés Con Él (versión pop)
12. Palabras Tristes (nueva versión)

### Así Te Quiero Yo(2016)
1. Soy Yo
2. Pétalo y Espinas
3. Así Te Quiero Yo (canta José Manuel Zamacona Jr.)
4. Pero Te Vas A Arrepentir (a dúo con Edith Márquez)
5. Palabras Tristes (a dúo con Mon Laferte)
6. Prefiero Rendirme (canta José Manuel Zamacona Jr., a dúo con Río Roma)
7. Títere (a dúo con Alexandra, del dúo Monchy y Alexandra)
8. Si Le Dices Que Sí
9. Un Dolor
10. Le Falta Un Clavo A Mi Cruz
11. Nadie Sabe lo que Tiene (canta José Manuel Zamacona Jr.)
12. Gracias

La última pista de este álbum es una alabanza a Cristo compuesta por Marcos Witt, ya que José Manuel Zamacona, tanto padre como hijo, se hicieron Cristianos. Este álbum se produjo en España por Fabián Rincón.

### El Último Legado de Un Grande / Sinfónico(2023)
1. Con el Alma en La Mano
2. Cama Tibia
3. Corazón Vacío
4. Coqueta
5. Frente A Frente
6. Lástima de Amor
7. Perdón Por Tus Lágrimas
8. Pétalo y Espinas
9. Rosas Blancas (nueva versión)
10. Ni Tu Amigo, Ni Tu Amante (a dúo con Bronco)
11. Frente A Frente (a dúo con Arturo Rodríguez, vocalista de Guardianes del Amor)

Esta producción no se terminó de grabar tras la muerte de José Manuel Zamacona, ocurrida dos años antes (2021); así que se optó por poner de relleno con nuevos arreglos los temas "Perdón Por Tus Lágrimas" (1988) y "Cama Tibia" (2000).